# Ramiele Malubay

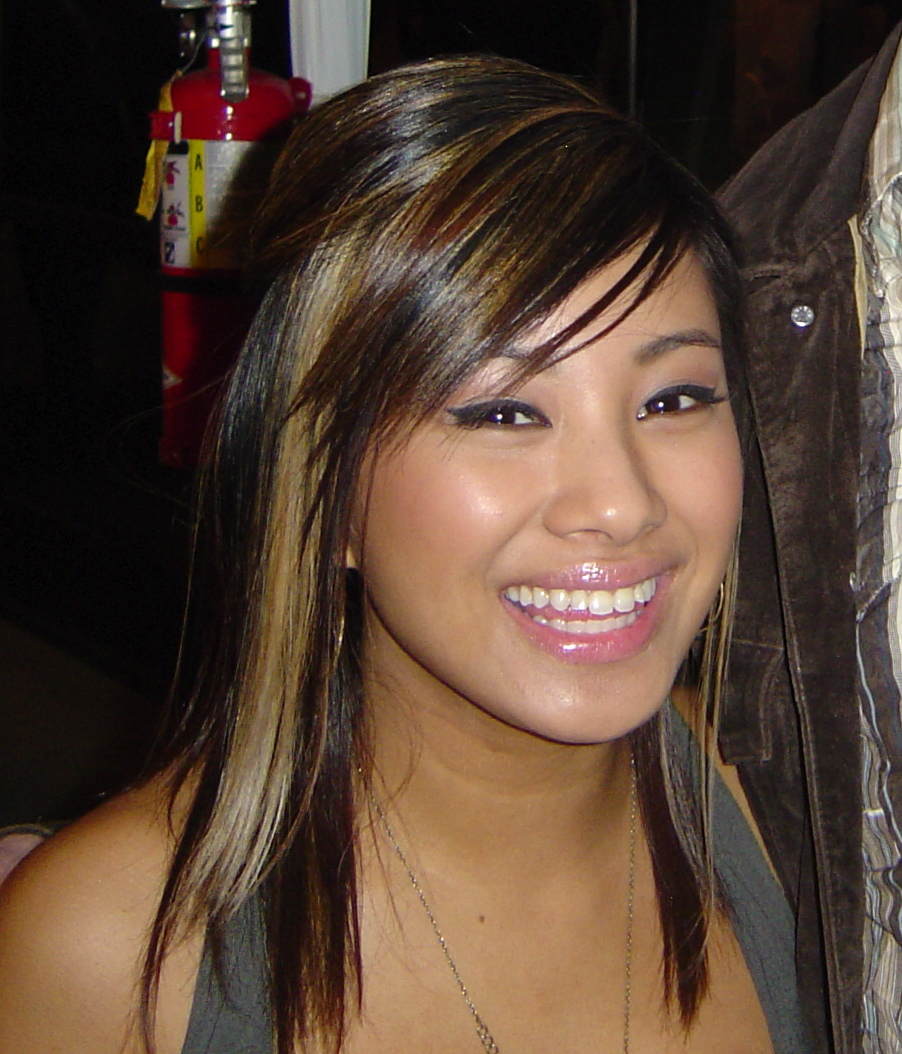
Ramiele Malubay

Ramiele Macrohon Malubay (6 de setembro de 1987 ,Dammam, Arábia Saudita) é uma cantora estadunidense, a nona finalista da sétima temporada da série American Idol.